# سراسينة
السراسينة أو البُوقِيَّة أو عِشْبَة الأباريق أو  وعاء الهند أو بوقية (الاسم العلمي:Sarracenia) هي جنس من النباتات تتبع فصيلة السراسينية من رتبة الخلنجيات.

## أنواع السراسينة
- سراسينة أرجوانية
- سراسينة ألابامية
- سراسينة أليفة الجبال
- سراسينة بيضاء الأوراق
- سراسينة جناحية
- سراسينة حمراء
- سراسينة دروموندية
- سراسينة صغرى
- سراسينة كهرمانية
- سراسينة متناسقة
- سراسينة أرجوانية داكنة
- سراسينة بروسية
- سراسينة جميلة
- سراسينة حادة
- سراسينة حمراء الساق
- سراسينة دموية
- سراسينة صغيرة الأزهار
- سراسينة كاسية
- سراسينة مبينة
- سراسينة متباينة الأوراق
- سراسينة مشرشرة
- سراسينة ممتازة
- سراسينة منحنية
- سراسينة مورية
- سراسينة هاربرية
- سراسينة هالاتية
- سراسينة وردية
- سراسينة وريدية
- سراسينة وليامسية